# Telemark-Bataillon

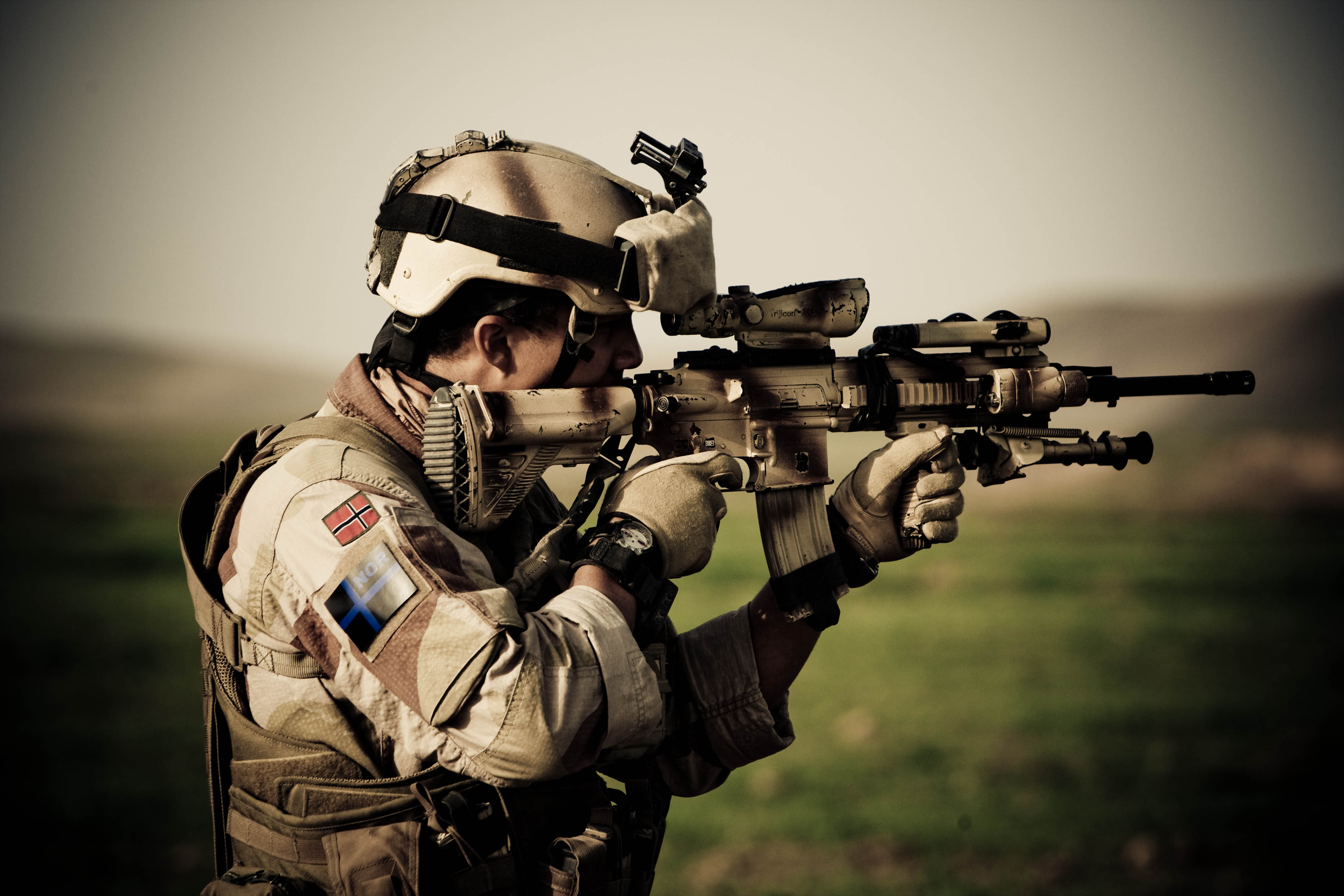
TMBN-Soldaten in Afghanistan

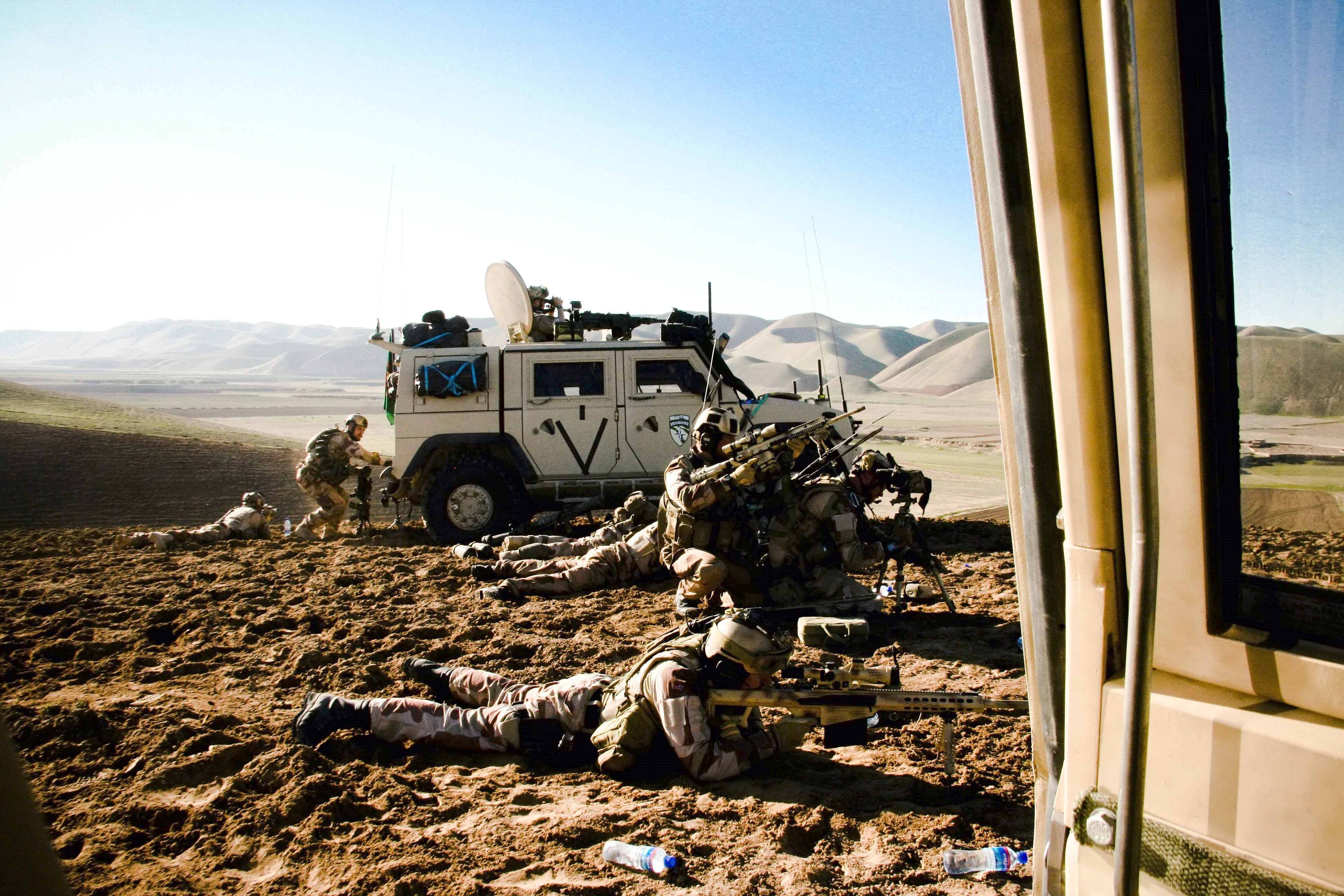
TMBN-Soldaten in Afghanistan

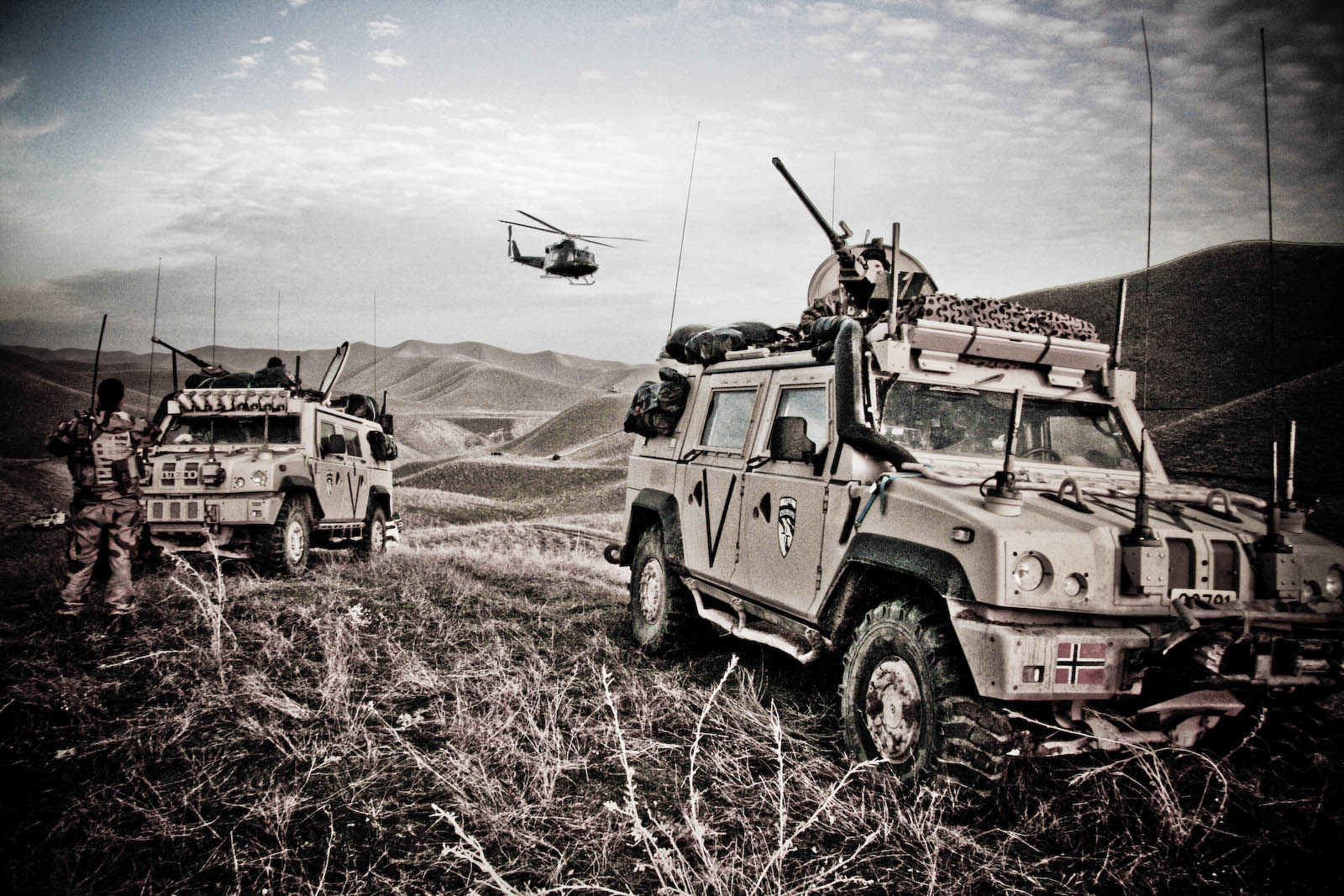
TMBN Afghanistan

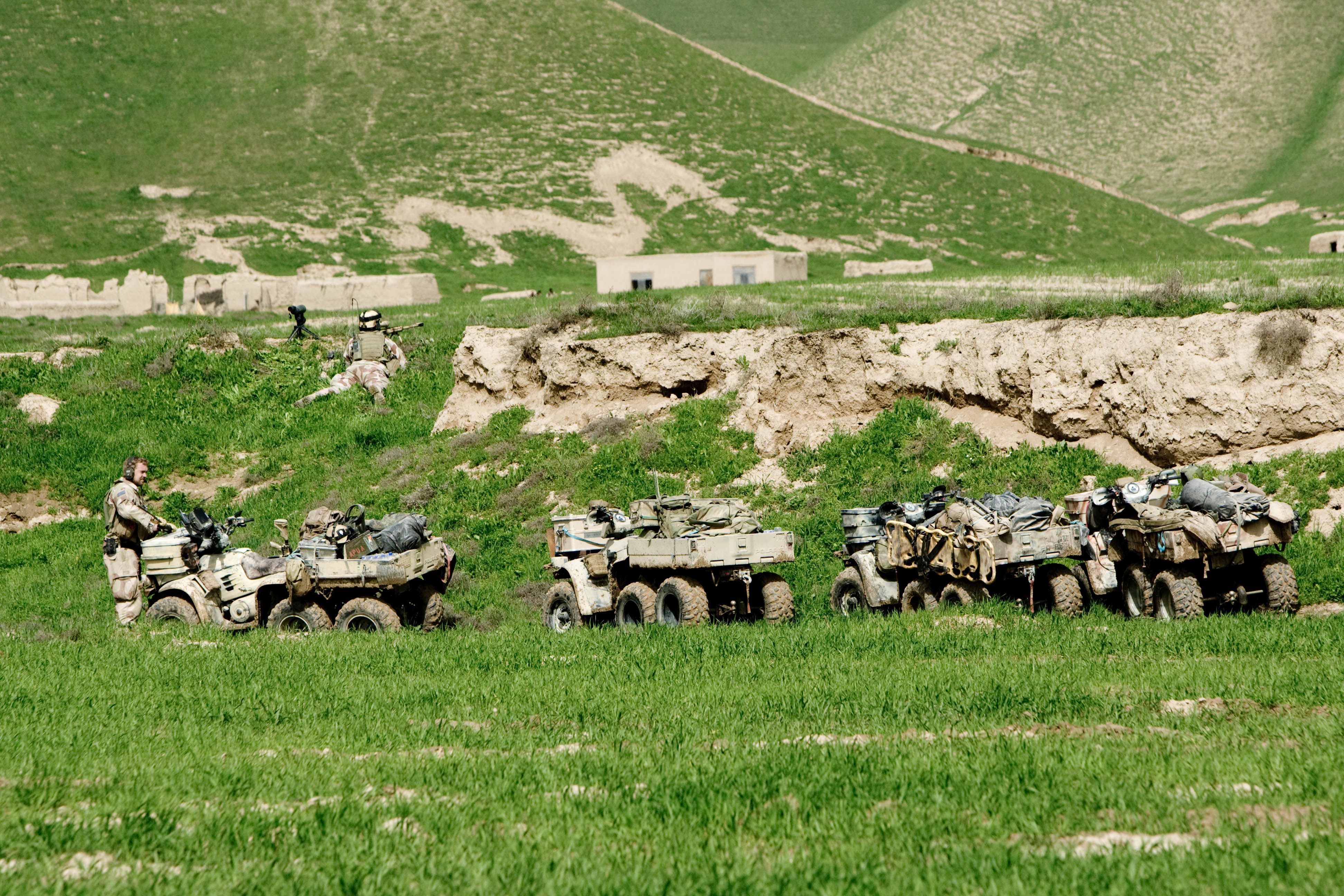
TMBN-Soldaten im Afghanistan-Einsatz

Das Telemark-Bataillon (TMBN; norwegisch Telemark Bataljon) ist ein Infanterie-Bataillon der Brigade Nord der Norwegischen Streitkräfte. Das Bataillon ist in Rena (Gemeinde Åmot, Fylke Innlandet) stationiert und umfasst fünf Kompanien. Es besteht aus einer Panzerkompanie (hauptsächlich Leopard 2), einer Aufklärungskompanie (CV9030, ATVs und verschiedene Aufklärungsgeräte, darunter auch UAVs etc.), zwei mechanisierten Infanteriekompanien und einer Versorgungs- und Reserveeinheit. Das Bataillon ist eine Spezialeinheit, in dem keine Grundwehrdienstleistenden dienen. Es wurde von den norwegischen Streitkräften als schnelle Eingreiftruppe insbesondere für direkte Auslandsmissionen gegründet.

## Geschichte
Die Einheit wurde 1993 als motorisierte Infanterie in Zusammenhang mit der Immediate Reaction Force in Heistadmoen aufgestellt, die durch einen Beschluss vom 18. Juni 1993 des Stortings (norwegisches Parlament) ins Leben gerufen wurden. Nach den Einsätzen in Bosnien beschloss man, das Bataillon umzugestalten und ab 1. Juli 2003 war die neue Einheit einsatzfähig. Von 1993 bis 1996 war das Bataillon der Brigade in Nord-Norwegen (Brigaden i Nord-Norge) zugeordnet, die aus der ehemaligen Tysklandsbrigaden (1947 bis 1953) gegründet wurde. Seit 1996 gehört das Telemark-Bataillon zu der neu geschaffenen Brigade Nord. Das Telemark-Bataillon hatte das erste Opfer des norwegischen ISAF-Einsatzes am 23. Mai 2004 zu beklagen, als der Grenadier Tommy Rødningsby im Gefecht getötet wurde.
Im Sommer 2009 sorgte das Bataillon für größere Aufmerksamkeit, als bekannt wurde, dass dessen Offiziere an ihre Soldaten die Order herausgeben hatten, in Afghanistan die Häuser von mutmaßlichen Aufständischen, Taliban und deren Unterstützern zur Abschreckung mit einem roten Totenkopf-Graffiti im Stil des Punisher-Comics zu versehen. Nach längeren öffentlichen Diskussionen und nachdem im September 2010 die Zeitung Verdens Gang berichtet hatte, dass einige Soldaten des Bataillons den Punisher-Totenkopf in Afghanistan immer noch verwenden, untersagte letztendlich die norwegische Militärführung dies.
2010 wurde ein weiterer Soldat des Bataillons während des Einsatzes in Afghanistan getötet. 2010 berichtete das Dagbladet über ein Video des Kompaniechefs Rune Solberg des Telemark-Bataillons mit einem Schlachtruf angelehnt an die Wikinger beim Einsatz gegen die Taliban: Til Valhall, auf Deutsch: Nach Walhalla. Der norwegische Journalist Dag Herbjørnsrud veröffentlichte 2011 ein Interview mit dem norwegischen Ministerpräsident Kjell Magne Bondevik in einem Leitartikel, wo dieser im Zusammenhang damit erklärte, „dass wir keine Soldaten mit Hörnerhelmen und Schlachtrufen brauchen, sondern nur Fachkräfte zur Friedenssicherung“.

## Stationierungen
Das Telemark-Bataillon war bei folgenden Auslandseinsätzen und Friedensmissionen eingesetzt:
- 1997–1999: SFOR in Bosnien und Herzegowina
- 1999–2002: KFOR in Kosovo
- 2003: im Irak
- 2003–2004: ISAF und anschließend in Kabul, Afghanistan
- 2005–2006: ISAF in Kabul, Afghanistan
- 2006: ISAF in Masar-e Scharif, Afghanistan
- 2006–2007: ISAF in Meymaneh, Afghanistan
- 2008: ISAF in Masar-e Scharif, Afghanistan
- 2008–2012: ISAF in Maimana, Afghanistan
- 2014: Syrien

## Bekannte Soldaten
- Joshua French, zum Tode verurteilter Gefängnisinsasse in der Demokratischen Republik Kongo, wegen Spionage und „Bilden krimineller Vereinigungen“[7]
- Emil Johansen, norwegischer Schriftsteller[8]
- Tjostolv Moland, wegen Spionage und „Bilden krimineller Vereinigungen“ zum Tode verurteilter Gefängnisinsasse in der Demokratischen Republik Kongo, in der Todeszelle verstorben.[9][10]
- Rune Wenneberg, hochdekorierter Befehlshaber und Bataillonschef[11]